# 비루테 칼레디에네
비루테 칼레디에네(리투아니아어: Birutė Kalėdienė, 1934년 11월 2일 ~ )는 리투아니아의 전직 창던지기 선수로 소련을 대표하여 1958년 유럽 선수권 대회에서 은메달을 획득하였다. 그녀는 1960년과 1964년 하계 올림픽에 출전하여 각각 4위와 3위를 하였다.
칼레디에네는 1952년에 창던지기 훈련을 시작했고 1958년부터 1960년 사이에 소련 국내 타이틀을 우승하였다. 그녀는 1958년에 세계 기록 (57.49m)을 세운 최초의 리투아니아 선수가 되었고, 올해의 리투아니아 선수로 선정되었다. 칼레디에네는 카우나스에서 코치로 일하기 위해 1966년 은퇴하였다. 그녀는 아주올리노 카우나스 스포츠 클럽의 이사회 위원이고 마스터스 부문에서 참가를 계속하였다.

## 참조
1. ↑  비루테 칼레디에네 보관됨 2012-10-22 - 웨이백 머신. Sports-reference.com